# Indietrónica
La indietrónica, también conocida como indie electronic, es un género musical que combina la música indie y la electrónica. 
Se cree que el género nació a finales de la década de 1990, prueba de ello son el álbum Shrink (1998) del grupo The Notwist y la recopilación Indietronica Vol. 1, editada por Sónar Music en 2002, que popularizó el término.

## Historia
Los primeros precedentes importantes incluyen "la BBC Radiophonic Workshop", y géneros como el Krautrock, el synth pop y la música dance producida con sintetizadores, samplers, cajas de ritmos, y los softwares musicales. Así como en el rock psicodélico se intentó replicar de manera musical los efectos creados en la mente y provocados por los alucinógenos. Incorporando nuevos efectos electrónicos y grabando lo que incluía efectos elaborados en el estudio, tales como cintas al revés, la eliminación gradual, largos bucles de retardo y reverberación extrema. Otra característica es la fuerte presencia del teclado, en especial los órganos, clavecines, o el Mellotron (una cinta impulsada por principios 'sampler'); y los instrumentos electrónicos primitivos como sintetizadores y theremin. 
A finales de los años sesenta aparecieron grupos de rock psicodélico pioneros que incorporaron sonidos electrónicos como una propuesta central de su música, es el caso de The Silver Apples, Fifty Foot Hose y The United States of America. Algunas bandas se alejaron de sus raíces psicodélicas e hicieron cada vez más hincapié en la experimentación electrónica, un ejemplo es la escena musical alemana con bandas como Kraftwerk, Tangerine Dream, Can y Faust quienes desarrollaron una marca distintiva de rock electrónico, conocido como kosmische musik, o en la prensa británica como "Krautrock". La adopción de los sintetizadores electrónicos iniciada por Popol Vuh en 1970, junto con la obra de figuras como Brian Eno (por un tiempo teclista de Roxy Music), sería una gran influencia del subsecuente synth rock. En Japón, el disco de rock psicodélico de Osamu Kitajima llamado Benzaiten que se lanzó en 1974, utiliza equipos electrónicos tales como un sintetizador y una beat machine, uno de los colaboradores de la disco fue Haruomi Hosono, que más tarde en 1977 inició el grupo de música electrónica Yellow Magic Orchestra. 
La Indietrónica como subgénero surgió a principios de 1990, con bandas como Stereolab y Disco Inferno, y fue creciendo y ganando popularidad en el nuevo milenio junto con la nueva tecnología digital desarrollada, y herramientas de creación musical que se hicieron ampliamente disponibles. La música de Stereolab combina un sonido de rock experimental, krautrock y sonidos propios del lounge, superpuestos con voces femeninas y melodías pop. Sus registros están muy influenciados por la técnica motorik de 1970 utilizada por los grupos krautrock tales como Neu y Faust. Tim Gane ha apoyado la comparación: "Neu hizo música minimalista y experimental, pero de una manera muy pop". Más tarde bandas y agrupaciones como Justice de Francia, Lali Puna de Alemania, y The Postal Service y Ratatat de los EE. UU. mezclaron una variedad de sonidos indie con la música electrónica. Estos se produjeron en gran medida por los pequeños sellos independientes. En el caso de The Diffusion que están muy influenciados por la década de 1960 o el grupo psicodélico estadounidense The United States of America, con muchos de los mismos efectos electrónicos. 
Posteriormente para la década de los 2000 y más recientemente a partir de 2010 han aparecido muchas bandas que aunque no se etiquetan a sí mismos como grupos de indietrónica están influenciados por el género y se mueven entre la delgada frontera del subgénero y otros tales como el dance punk, el synth pop, el electroclash, new wave revival o la neo-psicodelia. Es así como grupos tan distintos pero con ciertas similitudes como LCD Soundsystem, MGMT, Empire of The Sun, Crystal Castles, Foster The People entre muchos otros han dado un nuevo aire a la indietrónica a pesar de que se manejan de forma mucho más mainstream. Entretanto grupos como Shit Disco, Late of The Pier, New Young Pony Club o inclusive los mismos Clap Your Hands Say Yeah! o !!!(chk chik chick) lo han hecho dentro de una escena más underground.

## Grupos de Indietrónica
- Electric Boyz (España)
- MGMT
- The Naked and Famous
- Rubik
- LCD Soundsystem
- Justice
- The Postal Service
- Twenty One Pilots
- Joywave
- Electric President
- Radical Face
- SebastiAn
- Imagine Dragons
- Groove Armada
- The Ting Tings
- Zapatotipobota
- Ciudad Luxville
- Zuell
- Astro (Chile)
- Crystal Castles
- Grimes
- 6PM
- Autobús (Perú)
- Kasabian
- The Chain Gang of 1974
- Foster the People
- I Heart Sharks
- Metronomy
- Two Door Cinema Club
- Neon Indian
- I Can Chase Dragons
- Miami Horror
- RAC
- Sandy
- ((Patokai))
- Hungry Butterfly (España)
- Chico Ninguno (Argentina)
- ODESZA
- Parcels
- Hot Chip

- Datos: Q325397